# Virginia Dignum
Maria Virgínia Ferreira de Almeida Júdice Gamito Dignum, född 2 maj 1964 i Lissabon, Portugal, är professor i datavetenskap vid Umeå universitet och associerad professor vid Delft University of Technology. Hon leder forskargruppen för social och etisk artificiell intelligens (AI).

## Utbildning
Efter att ha tagit examen från Lissabons universitet 1987, flyttade Dignum till Amsterdam där hon 1989 tog en MSc i datavetenskap vid Vrije Universiteit. Hon doktorerade vid Universitetet i Utrecht 2004.

## Forskning
Dignums forskning fokuserar på ansvarsfull AI och människocentrerade AI-teman. Hon har fått erkännande för sitt arbete inom agentbaserade organisationsramverk och innehar en Veni-laureat från Nederländernas organisation för vetenskaplig forskning.
Hon har också påpekat vikten av tvärvetenskapligt samarbete för att säkra att AI-system är etiska och rättvisa. Hon betonar behovet av att involvera samhällsvetare, ekonomer, jurister och filosofer i utvecklingen av AI-teknologi.

## Policyarbete
Dignum har deltagit i utformningen av EU:s AI-strategi som medlem av EU-kommissionens expertgrupp för AI. Hon är också medlem av World Economic Forums Global AI Council och FN:s rådgivande organ för AI. Hon har betonat behovet av en certifieringsmyndighet för AI, liknande de som finns för läkemedel och livsmedel.

## Utmärkelser
Virginia Dignum var nominerad till Årets AI-svensk 2020 för sitt framstående arbete inom ansvarsfull AI och dess påverkan på samhället.